# 苏禄可汗
苏禄可汗（7世纪？—738年），8世纪突厥别部突骑施的可汗，突骑施汗国第三任君主。
出身车鼻施部，“苏禄”为职务，为军队统领，是称汗前所进尊号。约711年（唐睿宗景云二年），突骑施守忠被后突厥默啜杀死。默啜的兵撤走后，突骑施汗国无君国乱。守忠的部将苏禄聚集余众，统率突骑施。因为苏禄很会安抚属下，西突厥十姓部落逐渐归附于他，其部众至二十万人，占有西域大片领地。不久，苏禄遣使入朝谒见唐玄宗。715年，玄宗任命苏禄为左羽林大将军、金方道经略大使。716年，突厥可汗默啜被杀之后，奚、契丹、拔野古等部落都归附唐朝，突骑施苏禄自立为毗伽可汗（部分原因是粟特人支持他反阿拉伯）。
717年，苏禄部众日益壮大，虽仍按时向唐朝纳贡，但内心中已有入侵大唐边地的意向。五月，西突厥十姓可汗阿史那献请求朝廷调集葛逻禄部落的军队进攻苏禄，唐玄宗不允。718年五月十八，唐玄宗任命苏禄为左羽林大将军、封为顺国公，金方道经略大使。719年十月廿八，唐玄宗册拜突骑施酋长苏禄为毗伽忠顺可汗，承认了他的可汗地位。722年十二月初三，唐玄宗将十姓可汗阿史那怀道的女儿封为交河公主，将她嫁给了苏禄。
苏禄可汗在位期间，曾多次与倭马亚王朝作战，其中较有名的有公元724年的“渴水日战争”与公元731年的“隘路之战”。其中“隘路之战”为倭马亚王朝时期相关史书中，对战斗情况、伤亡人数记载最为详细的战役。723年、724年，苏禄两次率军救援被阿拉伯军攻打的拔汗那，大败阿拉伯军，获得“阿布·穆札衣”绰号，意为“奔突的公牛”。
监察御史杜暹因调查案件到了突骑施，突骑施人向他馈赠黄金，杜暹坚辞不受。随从对杜暹说：“您现身在异域，不应驳了他们的盛情。”杜暹只好接受下来，让人把黄金埋到自己住的账篷下面，等到完成使命离开突骑施之后，才写信告诉突骑施人，并且让他们自己再取出来。突骑施人见信后十分惊异，立即越沙漠追赶，未能追上。后来安西都护一职出缺，就有人推荐杜暹前去。726年，杜暹任安西都护，交河公主派牙官赶着一千多匹马到安西去卖，又派使者向杜暹宣读交河公主的命令，杜暹大怒：“阿史那怀道的女儿，有什么资格向我宣读命令！”命令杖打使者，然后扣留；经过一场大雪，马匹全部被冻死。苏禄大怒，派军队进犯安西四镇。这时杜暹正好到长安朝见天子，由赵颐贞代任安西都护。赵颐贞据城自守；而四镇的百姓、牲畜和储物，全被苏禄抢劫一空，只剩一座安西城。不久，苏禄听说杜暹当了宰相，才逐渐地将军队撤走，之後又派使者向唐朝进贡。727年闰九月初二，吐蕃赞普和突骑施苏禄率领军队围攻安西城，被安西副大都护赵颐贞打败。730年，突骑施派使臣给唐朝进贡，因苏禄多次击败阿拉伯，唐朝为之庆功。突骑施使臣在丹凤楼与突厥使者争礼，唐玄宗就命突厥国使者坐东面，突骑施国使臣坐西面。
734年后，苏禄与唐朝关系恶化，735年十月廿六，突骑施以使者被北庭都护刘涣斩杀为由发难，攻打北庭和安西拨换城，次年被北庭都护盖嘉运打败。八月初七，苏禄可汗派大臣胡禄达干请降。战事延续三年，使突骑施腹背受敌，国势日衰。苏禄可汗开始的时候，很节俭，掠夺的财物都分给各部落。但在他娶了唐朝、突厥、吐蕃三国公主之后，开始奢侈起来，晚年瘫痪，尽失人心。原可汗娑葛的部落为黄姓，不服苏禄的黑姓。738年末（一说次年初），出身黄姓的重臣莫贺达干、都摩支杀死苏禄可汗。都摩度拥立苏禄可汗的儿子骨啜为吐火仙可汗。突骑施汗国走向衰亡。